# آنو – موزه ملت یهود

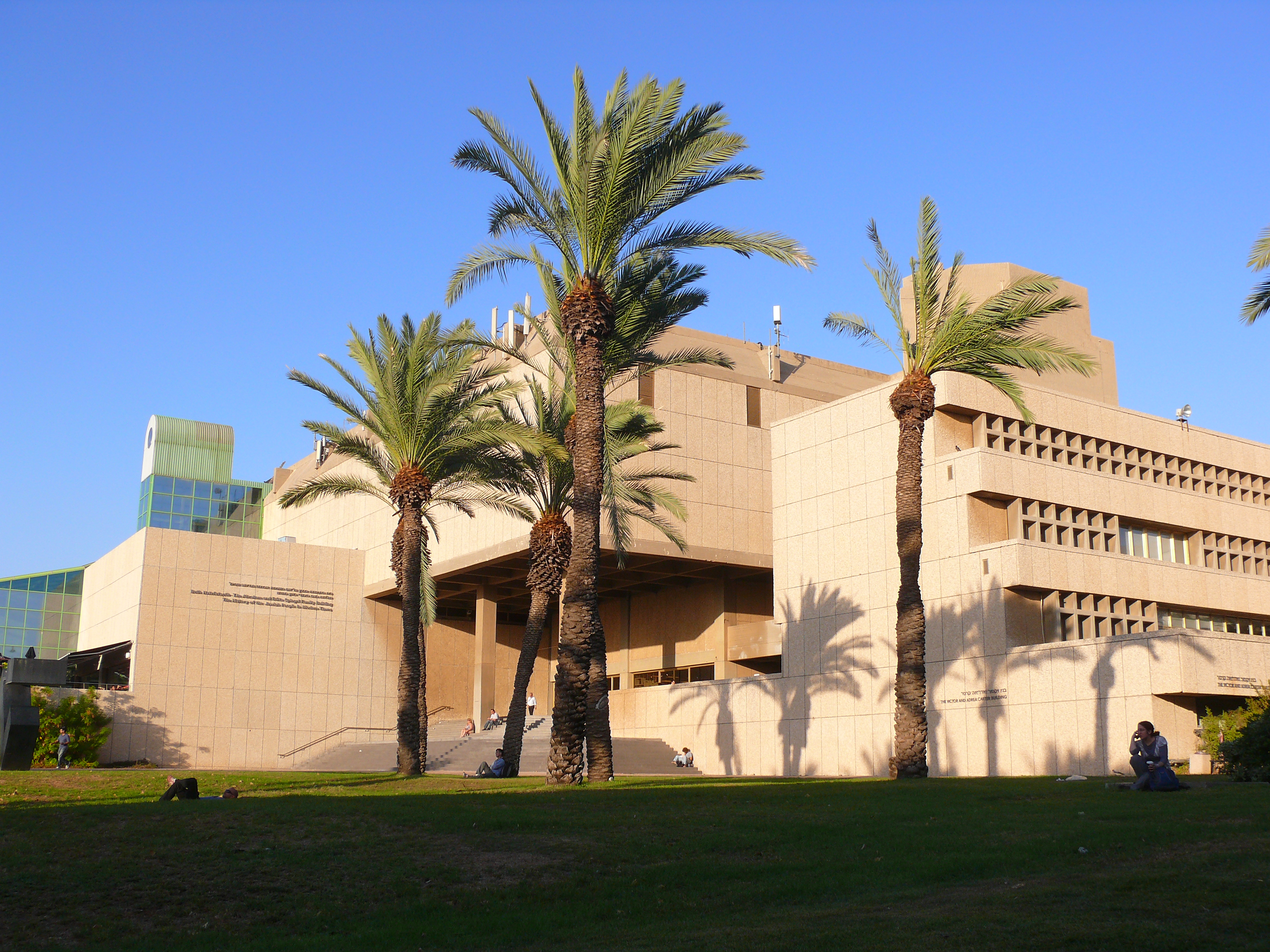
نمایی از ساختمان خانه پراکندگی‌ها واقع در دانشگاه تل‌آویو. این ساختمان توسط اسحاق یاشر، معمار برجستهٔ اسرائیلی طراحی و ساخته شد.

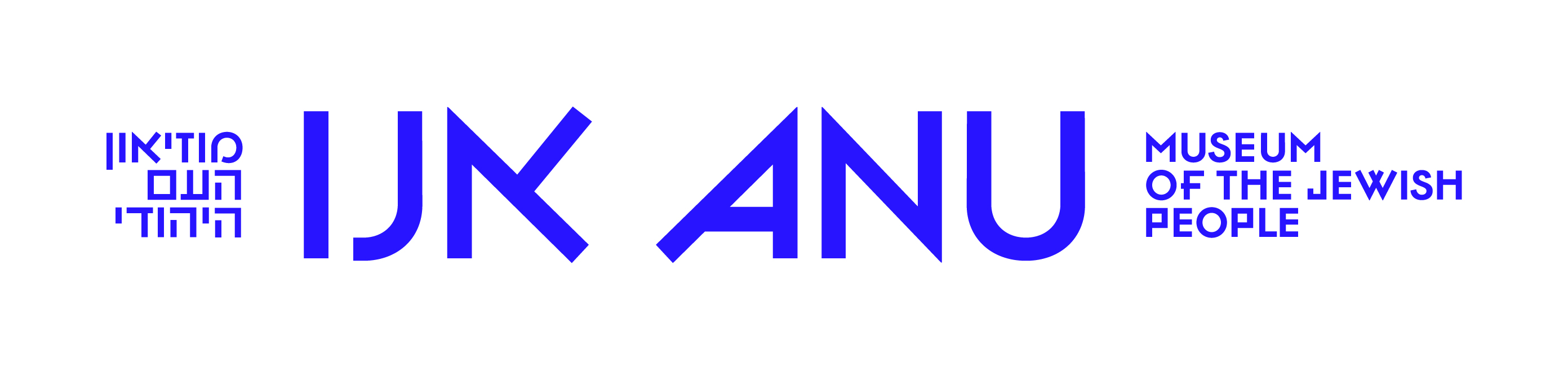
آرم آنو – موزه ملت یهود

آنو – موزه ملت یهود یا خانه پراکندگی‌ها (به عبری: בית התפוצות) معروف به موزه ملت یهود، موزهٔ مردم‌شناسی است که در شهر تل‌آویو، اسرائیل واقع شده‌است و به نحوه زندگی، تاریخ، گویش، فرهنگ، هنر و موسیقی یهودیان در خارج از سرزمین اسرائیل می‌پردازد.
آنو – موزه ملت یهود وابسته به دانشگاه تل آویو است و در مکان آن دانشگاه واقع شده‌است. از ژوئیه ۲۰۰۷ میلادی، نیتان شارانسکی ریاست موزه را برعهده دارد.

## نمایشگاه‌های اختصاصی
آنو – موزه ملت یهود، در ژانویه ۲۰۱۱ میلادی، با افتتاح نمایشگاهی تخصصی با عنوان «نورها و سایه‌ها، داستان ایران و یهودیان»، برای نخستین‌بار در جهان، سرگذشت یهودیان ایران، از پادشاهی کوروش بزرگ تا وضعیت امروزی یهودیان ایران را با جمع‌آوری آثار ارزشمندی از موزه‌ها و کلکسیون‌های شخصی از سراسر جهان، به نمایش گذاشت و با انجام سمینارهایی به بررسی تاریخ یهودیان ایران همت گمارد.